# فرانک آرتیلس
فرانک آرتیلس (زاده ۲۲ آوریل ۱۹۷۳) یک سیاستمدار جمهوری‌خواه کوبایی-آمریکایی اهل فلوریدا است. او پیش از انتخاب شدن به سنای فلوریدا در سال ۲۰۱۶، سه دوره در مجلس نمایندگان فلوریدا، به نمایندگی از بخش‌هایی از شهرستان میامی داد از سال ۲۰۱۰ تا ۲۰۱۶ خدمت کرد. او در ۲۱ آوریل ۲۰۱۷ پس از استفاده از توهین‌های نژادپرستانه و سایر فحاشی‌ها علیه سایر سناتورها از سنا استعفا داد.
پسر مهاجر کوبایی، آرتیلس در سال ۱۹۷۳ در لس آنجلس، کالیفرنیا به دنیا آمد و در سال ۱۹۷۵ به ایالت فلوریدا نقل مکان کرد. او در دانشگاه ایالتی فلوریدا تحصیل کرد و در سال ۱۹۹۵ در رشته عدالت کیفری و جرم‌شناسی فارغ‌التحصیل شد. پس از فارغ‌التحصیلی، آرتیلس در سال ۱۹۹۸ به نیروی دریایی ایالات متحده پیوست و تا سال ۲۰۰۶ خدمت کرد او در دانشکده حقوق دانشگاه سنت توماس، که دکترای حقوقی خود را در سال ۲۰۰۰ از آنجا دریافت کرد، و دانشکده حقوق دانشگاه میامی، کارشناسی ارشد حقوق خود را در توسعه املاک در سال ۲۰۰۱ دریافت کرد.